# フィリップ・ヨルゲンセン
フィリップ・ヨルゲンセン（Filip Jörgensen, 2002年4月16日 - ）は、スウェーデン・ロンマ出身のプロサッカー選手。プレミアリーグ・チェルシーFC所属。デンマーク代表。ポジションはゴールキーパー。

## 経歴

### クラブ
幼少期に地元のニーケでサッカーを始めた後、国内外のいくつかのクラブを渡り歩き、2017年にビジャレアルのカンテラに入団した。
2020年にリザーヴチームに昇格し、10月18日、セグンダ・ディビシオンBのペーニャ・デポルティーバ戦でプロデビュー。11月12日には、クラブとの契約を2025年6月末まで延長することで合意。
2020-21シーズンはリザーヴチームでリーグ戦18試合に出場。2021年12月15日、コパ・デル・レイのアトレティコ・サンルケーニョ戦でトップチームデビュー。2022-23シーズンはセカンドGKとしてトップチームのベンチに入る機会が増え、2023年1月30日、リーグ第19節のラージョ・バジェカーノ戦でラ・リーガ初出場。
正GKとして臨んだ2023-24シーズン、リーグ戦36試合に出場し、ラ・リーガ最多の143回のセイヴィングを記録。2024年6月13日には、クラブとの契約を2029年6月末まで延長することで合意した。
7月30日、イングランドのチェルシーに移籍7年契約で、移籍金は2,070万ポンドと報じられている。
チェルシーで迎えた初のシーズンは主にロベルト・サンチェスの控えであり、12月4日、リーグ第14節のサウサンプトン戦でプレミアリーグ初出場。UEFAカンファレンスリーグではヨルゲンセンが起用され、1試合を除く12試合でゴールマウスを守り、優勝に貢献し、大会のシーズンベストイレヴンにも選出された。

### 代表
スウェーデンとデンマークの二重国籍であり、2018年にU-17スウェーデン代表としてUEFA U-17欧州選手権予選などに出場したが、その後は代表資格をデンマークに変更し、UEFA U-21欧州選手権予選（2023年大会、2025年大会）などに出場。
2025年6月7日、北アイルランドとの親善試合でデンマーク代表初キャップ。開始早々にオウンゴールで先制されたが、フル出場で追加点は許さず、逆転勝利に貢献した。

## 個人成績

### クラブ
| 国内大会個人成績 | 国内大会個人成績 | 国内大会個人成績 | 国内大会個人成績 | 国内大会個人成績 | 国内大会個人成績 | 国内大会個人成績 | 国内大会個人成績 | 国内大会個人成績 | 国内大会個人成績 | 国内大会個人成績 | 国内大会個人成績 |
| 年度             | クラブ           | 背番号           | リーグ           | リーグ戦         | リーグ戦         | リーグ杯         | リーグ杯         | オープン杯       | オープン杯       | 期間通算         | 期間通算         |
| 年度             | クラブ           | 背番号           | リーグ           | 出場             | 得点             | 出場             | 得点             | 出場             | 得点             | 出場             | 得点             |
| スペイン         | スペイン         | スペイン         | スペイン         | リーグ戦         | リーグ戦         | 国王杯           | 国王杯           | オープン杯       | オープン杯       | 期間通算         | 期間通算         |
| ---------------- | ---------------- | ---------------- | ---------------- | ---------------- | ---------------- | ---------------- | ---------------- | ---------------- | ---------------- | ---------------- | ---------------- |
| 2020-21          | ビジャレアル     | 35               | ラ・リーガ       | 0                | 0                | 0                | 0                | -                | -                | 0                | 0                |
| 2021-22          | ビジャレアル     | 35               | ラ・リーガ       | 0                | 0                | 1                | 0                | -                | -                | 1                | 0                |
| 2022-23          | ビジャレアル     | 35               | ラ・リーガ       | 2                | 0                | 1                | 0                | -                | -                | 3                | 0                |
| 2023-24          | ビジャレアル     | 13               | ラ・リーガ       | 36               | 0                | 0                | 0                | -                | -                | 36               | 0                |
| イングランド     | イングランド     | イングランド     | イングランド     | リーグ戦         | リーグ戦         | FLカップ         | FLカップ         | FAカップ         | FAカップ         | 期間通算         | 期間通算         |
| 2024-25          | チェルシー       | 12               | プレミアリーグ   | 6                | 0                | 2                | 0                | 1                | 0                | 9                | 0                |
| 2025-26          | チェルシー       | 12               | プレミアリーグ   |                  |                  |                  |                  |                  |                  |                  |                  |
| 通算             | スペイン         | スペイン         | ラ・リーガ       | 38               | 0                | 2                | 0                | -                | -                | 40               | 0                |
| 通算             | イングランド     | イングランド     | プレミアリーグ   | 6                | 0                | 2                | 0                | 1                | 0                | 9                | 0                |
| 総通算           | 総通算           | 総通算           | 総通算           | 44               | 0                | 4                | 0                | 1                | 0                | 49               | 0                |

### 代表
| デンマーク代表 | 国際Aマッチ | 国際Aマッチ |
| 年             | 出場        | 得点        |
| -------------- | ----------- | ----------- |
| 2025           | 1           | 0           |
| 通算           | 1           | 0           |

## タイトル

### クラブ
ビジャレアル
- UEFAヨーロッパリーグ（2020-21）[20]

チェルシー
- UEFAカンファレンスリーグ（2024-25）[12]
- FIFAクラブワールドカップ（2025）[21]

### 個人
- UEFAカンファレンスリーグ シーズンベストイレヴン（2024-25）[13]